# Crucey-Villages
Crucey-Villages é uma comuna francesa na região administrativa do Centro, no departamento Eure-et-Loir. Estende-se por uma área de 44 km². Em 2010 a comuna tinha 464 habitantes (densidade: 10,5 hab./km²).